# イヌハッカ亜科
イヌハッカ亜科（Nepetoideae）は、シソ科に属する亜科である。

## 概要
イヌハッカ亜科は、ロスマリン酸を含むものが多い。Ocimum basilicum（バジル）、Ocimum tenuiflorum（カミメボウキ）、Melissa officinalis（レモンバーム）、Rosmarinus officinalis（ローズマリー）、Origanum majorana（マジョラム）、Salvia officinalis（セージ）、タイムおよびペパーミントなど一般的に料理用のハーブとして使われる種にみられる。

## 生体影響
イヌハッカ亜科に属するバジル、ハッカ、オレガノ、タイム、ローズマリー、セージが、デザイナーフーズ計画でがん予防に有効性があると考えられる第3類に分類されている。
ラットを対象とした動物実験でロスマリン酸が血糖値上昇抑制作用があるとする報告がある。ロスマリン酸が最も顕著に見られるのは多くのシソ科（シソ目の双子葉植物）、特にイヌハッカ亜科である。Ocimum basilicum（バジル）、Ocimum tenuiflorum（カミメボウキ）、Melissa officinalis（レモンバーム）、Rosmarinus officinalis（ローズマリー）、Origanum majorana（マジョラム）、Salvia officinalis（セージ）、タイムおよびペパーミントなど一般的に料理用のハーブとして使われる種にみられる。
ロスマリン酸を摂食したマウスの脳内において、ドーパミンをはじめとするモノアミンの濃度が上昇し、それらがアルツハイマー病の主病態であるアミロイドβ凝集を抑制した。このアミロイドβ凝集の抑制のヒトの体内でのロスマリン酸の動態は未解明である。

## 下位分類
- イヌハッカ亜科 Nepetoideae - 約110属3600種[11]
  - ナギナタコウジュ連 Elsholtzieae
    - シモバシラ属 Keiskea （シモバシラ）
    - ナギナタコウジュ属 Elsholtzia （ナギナタコウジュ）
    - イヌコウジュ属 Mosla （ヤマジソ、イヌコウジュ、ヒメジソ）
    - シソ属 Perilla （シソ、エゴマ）

  - ラベンダー連 Lavanduleae
    - ラベンダー属 Lavandula

  - ハッカ連 Mentheae
    - カワミドリ属 Agastache（カワミドリ、アニスヒソップ）
    - イヌハッカ属 Nepeta
    - オレガノ属 Origanum （オレガノ、マジョラム）
    - ハッカ（メンサ）属 Mentha （ミント）
    - ムシャリンドウ属 Dracocephalum
    - カキドオシ属 Glechoma
    - ヤナギハッカ属 Hyssopus(ヒソップ)
    - ウツボグサ属 Prunella （ウツボグサ）
    - シロネ属 Lycopus
    - ラショウモンカズラ属 Meehania （ラショウモンカズラ）
    - セイヨウヤマハッカ属 Melissa （レモンバーム）
    - ヤグルマハッカ属 Monarda
    - アキギリ属（サルビア属） Salvia （サルビア、セージ）
    - キダチハッカ属 Satureja （セイバリー）
    - ローズマリー属 Rosmarinus
    - イブキジャコウソウ属 Thymus （タイム、イブキジャコウソウ）
    - トウバナ属 Clinopodium トウバナ、クルマバナ

  - メボウキ連 Ocimeae
    - ヤマハッカ属 Isodon
    - イガニガクサ属 Hyptis
    - メボウキ属 Ocimum （バジル）
    - Solenostemon - コリウス
    - Plectranthus - コレウス・フォルスコリ